# Overlaar
Overlaar is een dorp in de Belgische provincie Vlaams-Brabant. Het ligt in de stad Tienen, ten zuidwesten van het stadscentrum, tegen de grens met de gemeente Hoegaarden. Het Tiense deel wordt ook Groot-Overlaar genoemd, het Hoegaardse Klein-Overlaar.

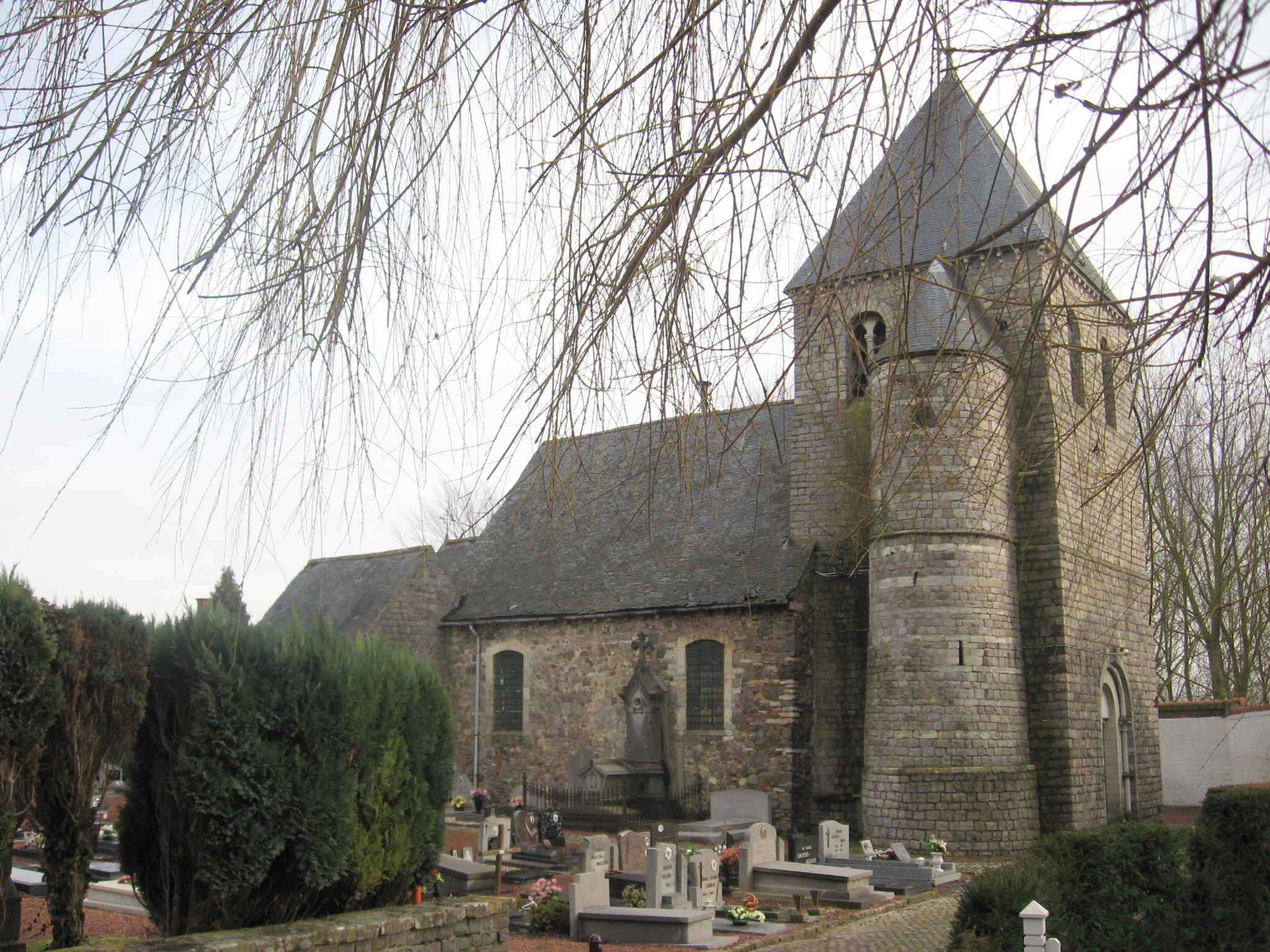
Sint-Lambertuskerk

## Geschiedenis
Tijdens het ancien régime behoorde Overlaar samen met Hoegaarden, Hoksem, Sint-Katharina-Houtem, Nerm, Bost en Rommersom tot een enclave van het Prinsbisdom Luik in het Hertogdom Brabant. Op de Ferrariskaart uit de jaren 1770 is het dorp weergegeven als Ovelaer binnen de enclave. Het dorp wordt er doorsneden door de steenweg van Hoegaarden naar Tienen.
Op het eind van het ancien régime werd Overlaar, net als Bost en Rommersom, een zelfstandige gemeente, los van de gemeente Hoegaarden. Overlaar werd hierbij in het kanton Hoegaarden van het Dijledepartement ingedeeld. In 1820 werden de vier gemeenten weer verenigd en werd Overlaar weer bij Hoegaarden gevoegd.
Bij de gemeentelijke fusies van 1977 werd de grens tussen Tienen en Hoegaarden aangepast. De snelweg E5, nu de E40, werd de grens en Groot Overlaar met Nieuw Overlaar kwam grotendeels bij Tienen terecht.

## Bezienswaardigheden
- De Sint-Lambertuskerk, in 1973 beschermd als monument

## Nabijgelegen kernen
Tienen, Hoegaarden
Deelgemeenten: Bost · Goetsenhoven · Hakendover · Kumtich · Oorbeek · Oplinter · Sint-Margriete-Houtem · Tienen · Vissenaken 

Overige dorpen en gehuchten: Grimde · Overlaar · Sint-Martens-Vissenaken · Sint-Pieters-Vissenaken · Wulmersum

Belgische gemeenten · Arrondissement Leuven · Vlaams-Brabant · Vlaanderen